# 스테이플건

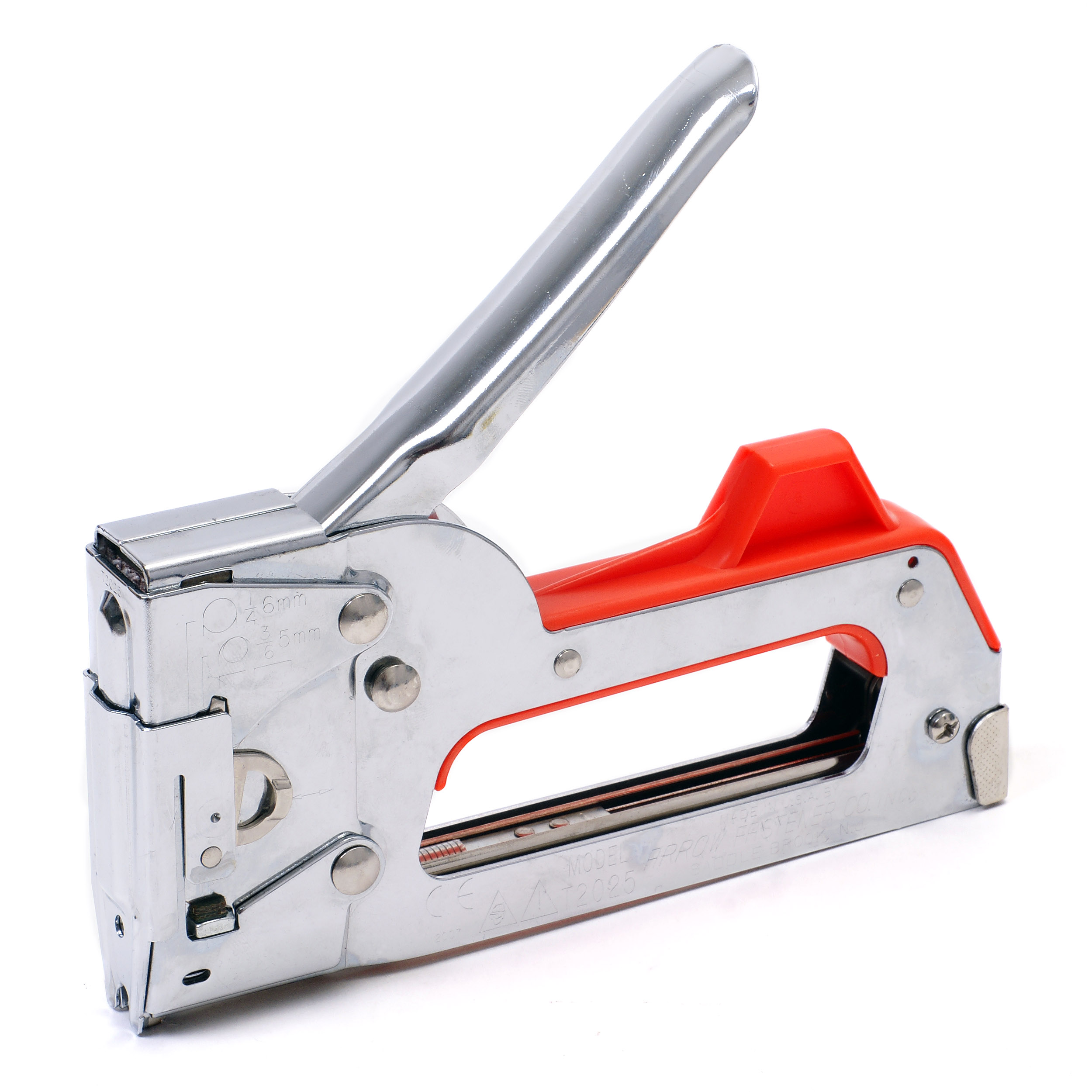
수동 스테이플 건

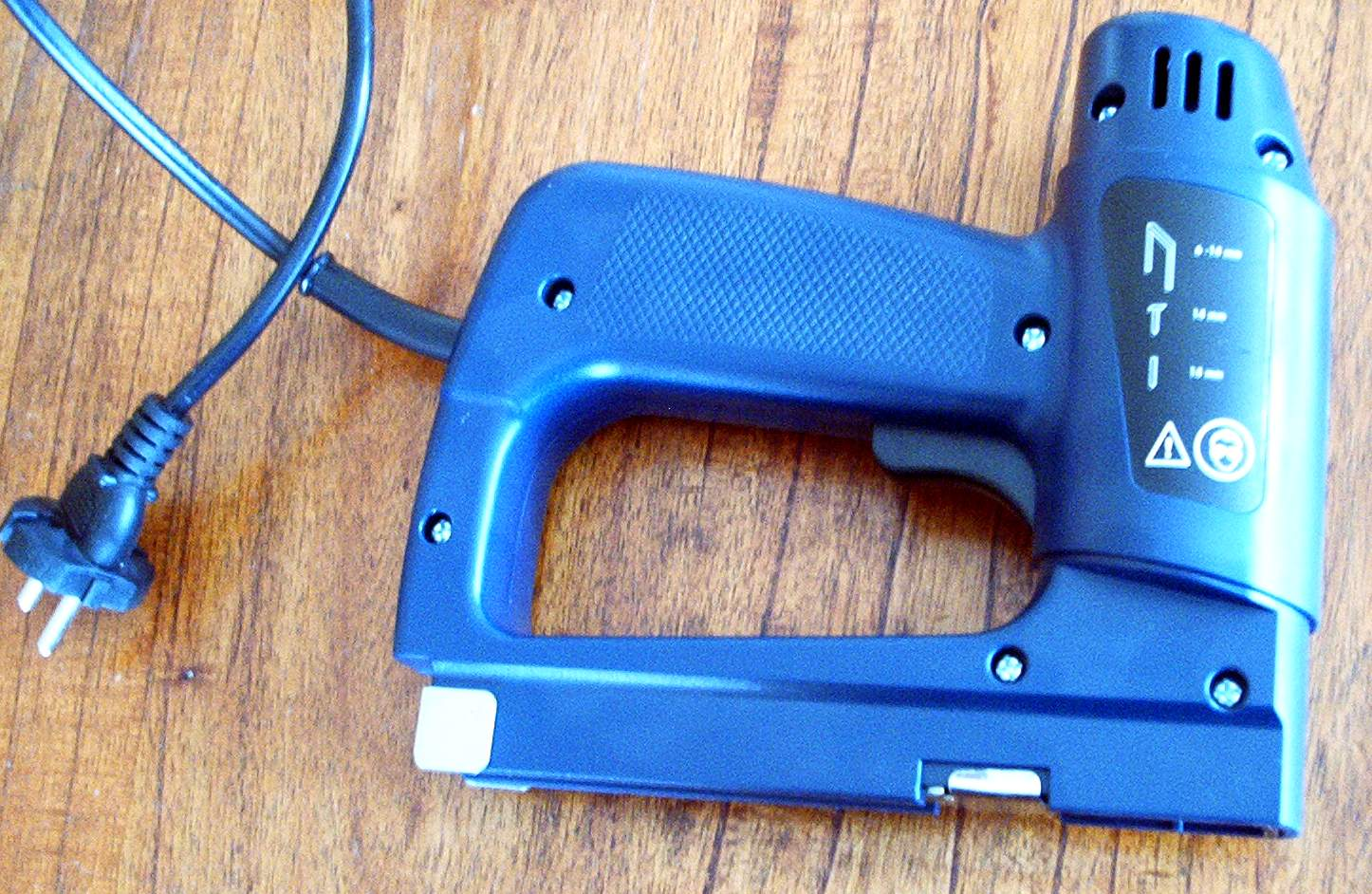
전동 스테이플러

타카(tacker)라고 흔히 불리는 스테이플건(영어: staple gun)은 네일러(nailer) 등으로도 불린다. 목공 및 건축 공구로, 심으로 고정하는 건축용 스테이플러이다. 압축 공기나 전기로 생성된 압력의 힘으로 일자나 'ㄷ'자 심을 탄창에 넣어 마치 총처럼 발사를 한다. 빠른 연사력으로 인해 짧은 못을 대체한다.

## 명칭
타카(タッカー)는 국내 건축 현장에서 널리 사용되는 태커(tacker)의 일본식 발음으로 국립국어원에서 제시된 정식 명칭은 존재하지 않으며, “철심찍개”나 “철식박이”를 제안하고 있다. 2022년 10월 현재에도 국내 현장에서는 스테이플건 보다는 여전히 타카라는 명칭으로 널리 사용되며, 스테이플건 대신 네일러(nailer)라는 이름도 널리 사용된다.

## 종류

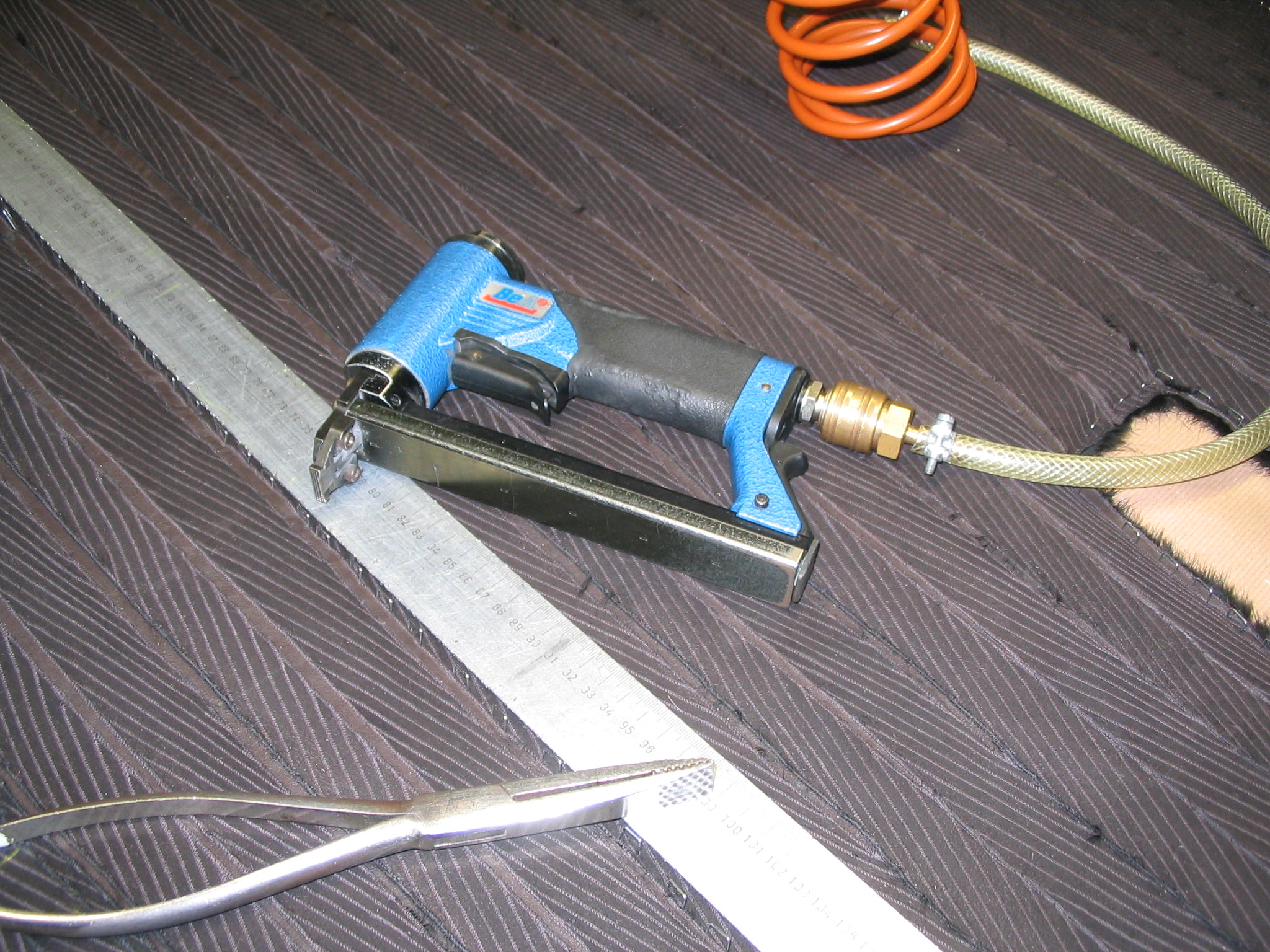
공압 스테이플러(국내에서는 에어타카라고 불린다.

총을 작동하는 데 사용되는 전원으로 구분되는 스테이플총에는 일반적으로 세 가지 유형이 있다.
- 공압 스테이플건 (압축공기) (Pneumatic Staple Gun) (국내에서는 흔히 에어 타카라고 부름)
- 수동 스테이플건 (Manual Staple Gun)
- 전동 스테이플건 (Electric Staple Gun) (전기 또는 배터리로 작동)

파워 스테이플건은 수동 모델보다 다소 빠른 속도로 스테이플을 고정할 수 있지만, 주요 장점은 비교적 피로가 적은 상태로 몇 시간 동안 계속 사용할 수 있다는 것이다.
일부 스테이플 건에는 스테이플을 오목한 모서리에 적용할 수 있는 긴 노즈가 있다. 또 다른 특별한 기능은 스테이플이 와이어를 관통하지 않도록 하기 위한 배선용 와이어 가이드일 수 있다. "포워드 액션" 스테이플건에는 기존 스테이플건과 반대 방향으로 방아쇠 끝을 가리키는 핸들이 있다. 이러한 도구는 스테이플이 배출되는 도구 전면에 더 쉽게 압착할 수 있고 압력을 더 잘 가할 수 있다. 1934년경에 소위 "포워드 액션" 스테이플건이 처음 소개되었다.
해머 태커는 사용자 근육의 기계적 에너지가 내부 스프링의 압축이 아니라 총 자체의 운동량으로 저장된다는 점을 제외하고는 스테이플건과 다소 유사한 장치이다. 이 유형의 스테이플러는 일반적으로 단열재, 지붕 및 카펫에 사용된다.
대부분의 경우 사각 끝 스테이플이 사용된다. 그러나 일부 스테이플러는 케이블을 표면에 고정하기 위해 둥근끝 스테이플을 사용할 수 있다.
일반적인 스테이플심 길이는 6, 8, 10, 12 및 14mm이다.

## 스테이플러와의 비교
사무용 스테이플러와 달리 일부 스테이플건에는 모루가 없으며, 사무용 스테이플러가 스테이플 다리를 안쪽이나 바깥쪽으로 구부리고 종이에 평평하게 하는 데 사용하는 구부러진 슬롯이 있는 금속판이다.
다른 스테이플 건에는 일체형 모루가 있다. 예를 들어, 포스트 스테이플러는 골판지 상자의 하단 덮개를 결합하는 데 사용할 수 있지만 블라인드 클린처는 기둥 모루가 불가능한 닫힌 상자의 상단을 닫는 데 사용된다. 앤빌은 스테이플 건에 내장되어 골판지를 관통한다. 스테이플은 앤빌에 부딪혀 상자에 압착된다. 그런 다음 구부러진 모루가 제거된다.
대부분의 스테이플 건, 특히 수동식 모델에는 기계적 에너지를 저장하고 날카롭고 강력한 타격으로 전달하는 스프링과 같은 메커니즘이 있다. 이 메커니즘은 단단한 나무나 석조물을 통해 스테이플을 밀어내는 데 필요한 큰 힘과 공작물이 움직일 시간이 되기 전에 스테이플을 완전히 삽입해야 하기 때문에 필요하다. 이에 비해 사무용 스테이플러는 종이가 모루에 단단히 지지되어 있기 때문에 비교적 느린 속도로 사용자의 근력에 의해 직접 스테이플을 구동할 수 있다. 즉, 스테이플 건은 누락된 모루를 공작물의 관성으로 대체한다.

## 같이 보기
- 네일건